# سلیم استرالیایی
سلیم استرالیایی یا سلیم درون‌سرزمینی یا سلیم بیابانی (نام علمی: Peltohyas australis)، یک پرنده بومی و ساحلی در درون سرزمین خشک استرالیا است. گله‌های آزاد را در دشت گیبر با پوشش گیاهی کم و تشتک‌های سفالی در روز تشکیل می‌دهد و در سایه‌ها می‌چرخند و درمیان شاخه‌های درختچه‌ها غذایابی می‌کند. بیشتر در شب هنگام جستجو در جاده‌ها برای یافتن حشرات با آن روبرو می‌شویم. دور بودن نسبی زیستگاه آن به این معنی است که به خوبی مطالعه نشده‌است. دقیق‌ترین بازدیدهای این گونه توسط متخصص پرنده‌شناسی منطقه خشک آفریقای جنوبی گوردون مکلین در دهه ۱۹۷۰ انجام شد. نام‌های جایگزین انگلیسی عبارتند از سلیم استرالیایی، سلیم درون‌سرزمینی و سلیم بیابانی.

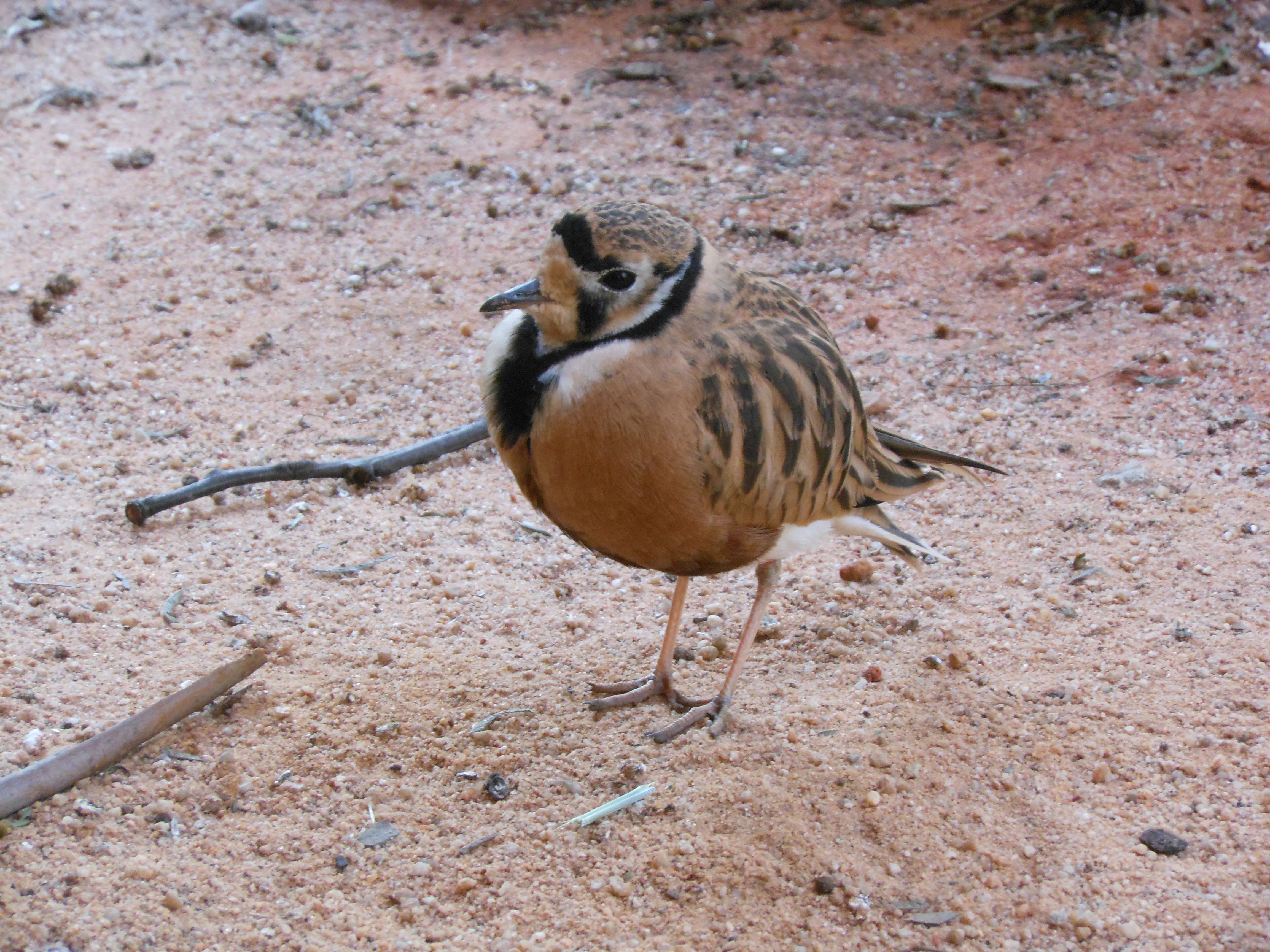
عکس پرنده اسیر در پناهگاه هیلزویل، ویکتوریا، استرالیا

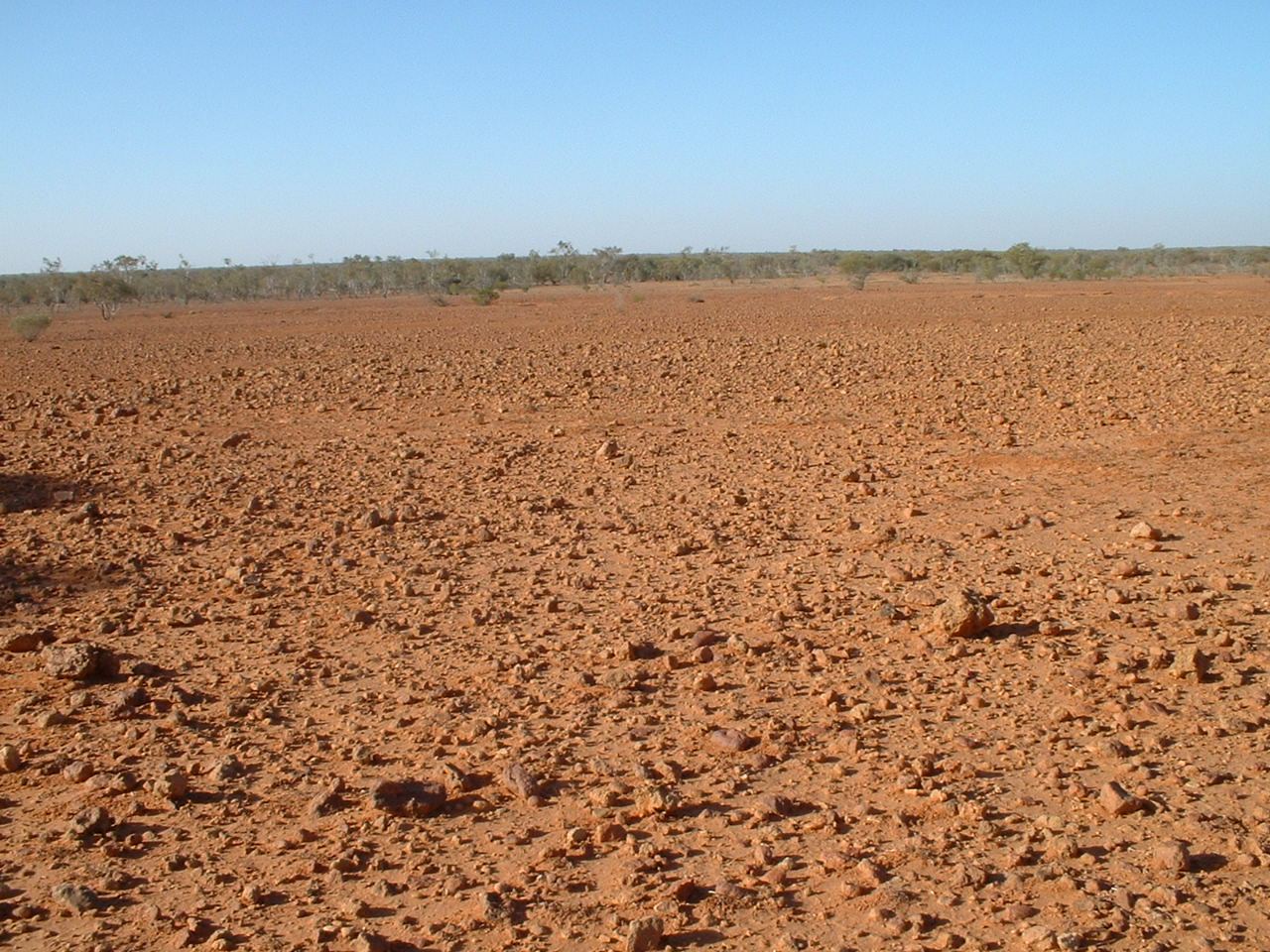
دشت گیبر، پارک ملی استورت